# Topconsortia voor Kennis en Innovatie
In het Nederlandse topsectorenbeleid is tijdens het kabinet-Rutte I een 9-tal economische sectoren aangewezen waar Nederland in excelleert. Topsectoren hebben een of meerdere Topconsortia voor Kennis en Innovatie (TKI’s). Deze consortia zijn publiek-private samenwerkingen waarbinnen ondernemers en wetenschappers zoeken naar manieren om vernieuwende producten en diensten naar de markt te brengen. Dat doen ze met fundamenteel onderzoek, industrieel onderzoek, experimentele ontwikkeling of een combinatie hiervan. Het TKI zorgt dat het netwerk wordt gevormd, dat kennis wordt gedeeld en dat er regie op de projecten zit.

## Lijst van actieve TKIs
- TKI Agri & Food
- TKI Chemie
- TKI Creatieve industrie (CLICKNL)
- Energie
  - TKI Biobased Economy
  - TKI Energie & Industrie
  - TKI Nieuw Gas
  - TKI Urban Energy
  - TKI Wind op Zee
- TKI High Tech Systemen & Materialen
- TKI Life Sciences & Health
- TKI Logistiek (Dinalog)
- TKI Tuinbouw & Uitgangsmaterialen
- Water & Maritiem
  - TKI Deltatechnologie
  - TKI Maritieme Technologie
  - TKI Watertechnologie